# Ponto único de contato
Um ponto único de contato, ou ponto de contato, do inglês single point of contact (SPOC) ou point of contact (POC), é uma terminologia utilizada para representar uma pessoa ou um departamento que serve como o coordenador ou ponto focal de informações sobre uma atividade ou programa. Um SPOC é usado em muitos casos onde a informação é sensível ao tempo e a precisão é importante. Por exemplo, eles são usados em bases de dados Whois.